# مولتای
مولتای (به لهستانی: Malaty) در لیتوانی با جمعیت ۷٬۲۲۱ نفر است که در Molėtai district municipality واقع شده‌است.